# 东新庄镇
东新庄镇，是中华人民共和国河北省唐山市遵化市下辖的一个乡镇级行政单位。

## 行政区划
东新庄镇下辖以下地区：
社区、东新庄村、西庄村、后毛庄村、前毛庄村、后河北庄村、前河北庄村、崔各庄村、东梁子河村、西梁子河村、王各庄村、西杨家庄村、孔家庄村、西草场村、前稻地村、后稻地村、大马坊村、小马坊村、南营村、北营村、南岗村、北岗村和八间房村。